# Вачусетт

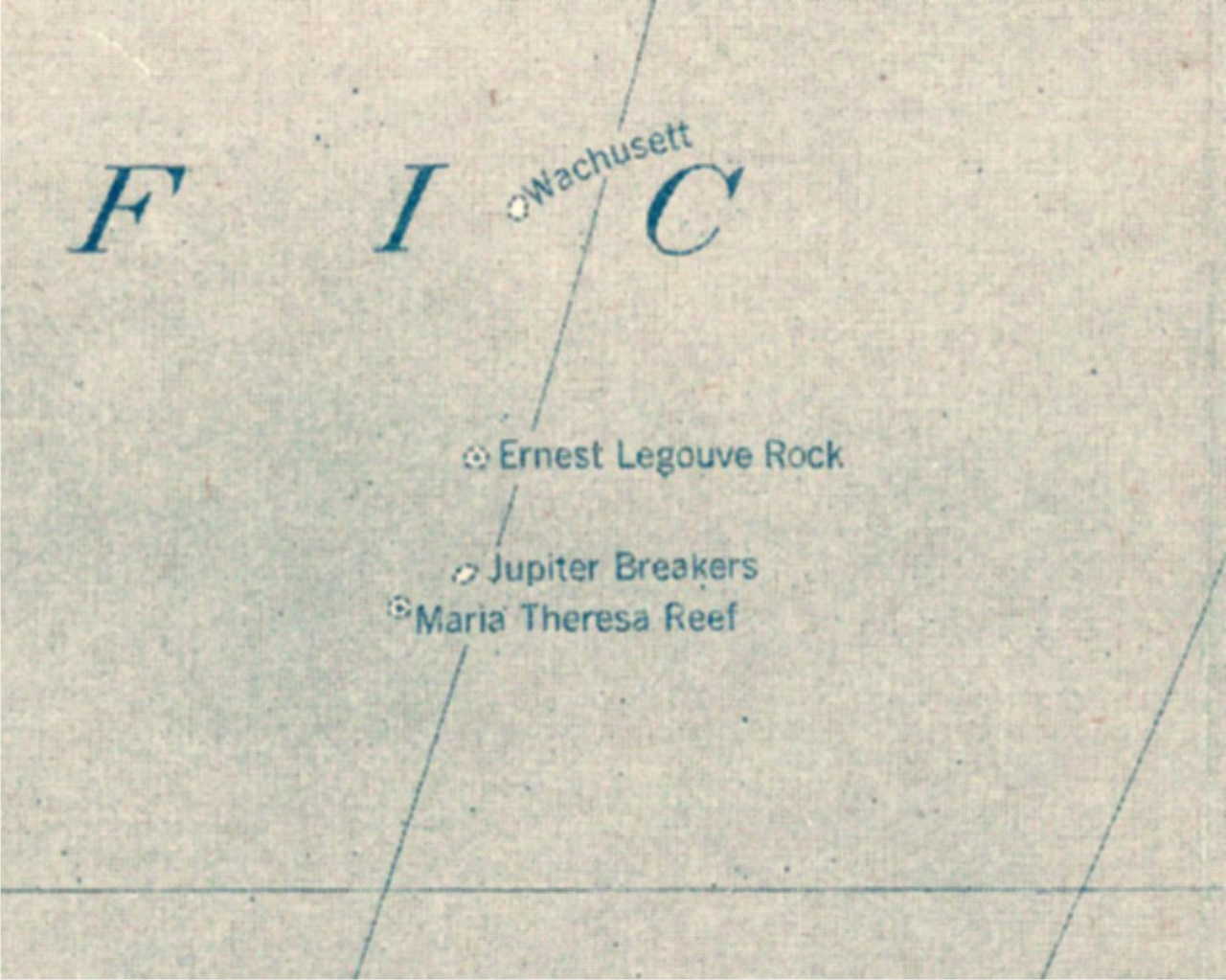
Група неіснуючих рифів і скель, позначена на американської морської карті 1921 року.

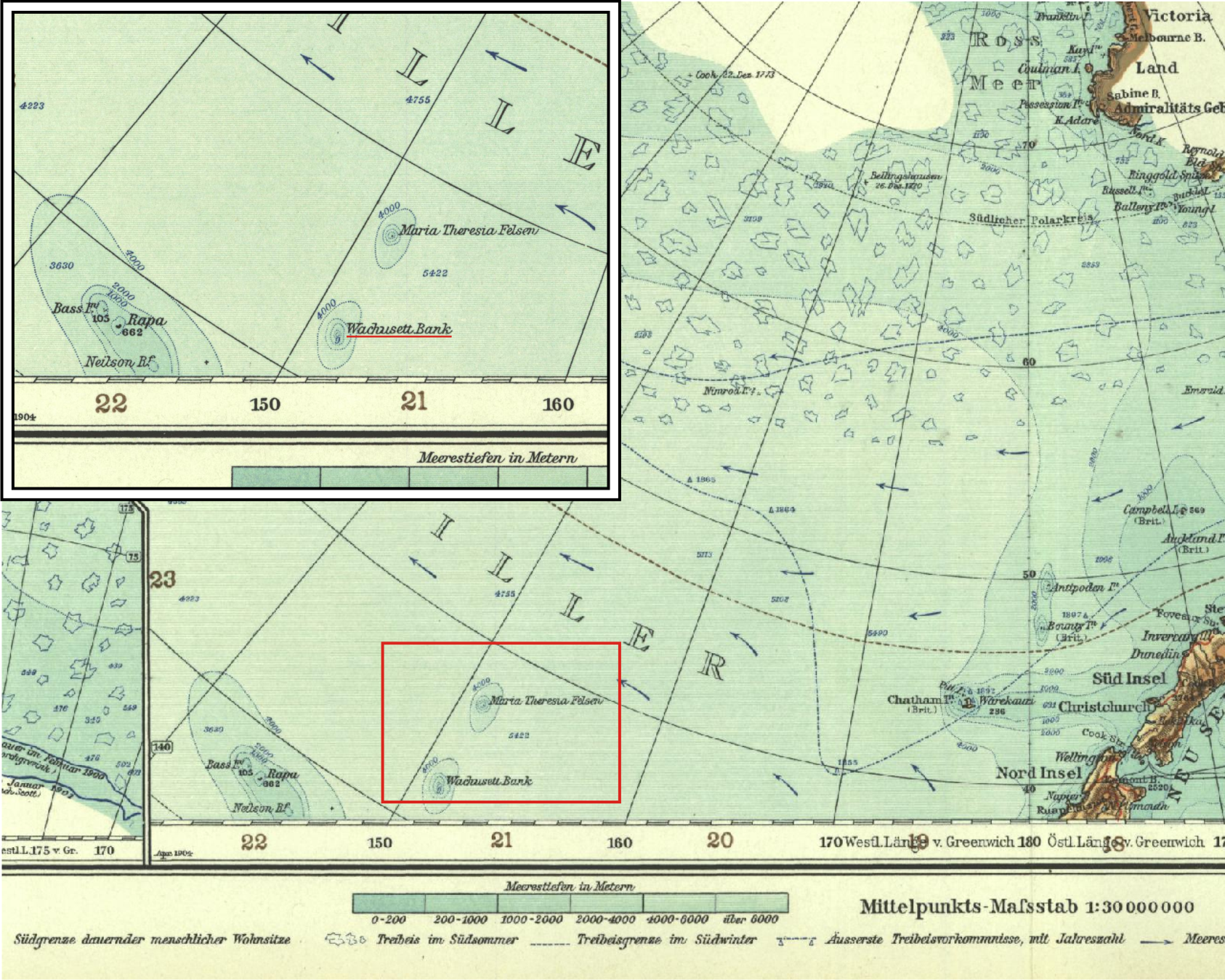
Банку Вачусетт і риф Марія-Терезія на карті Антарктики з німецького атласу 1904 року.

Банка Вачусетт, риф Вачусетт (англ. Wachusett Bank, Wachusett Reef) — підводна банка, що являє собою занурену на глибину 9 метрів ділянку суші коралового походження і зображувана (поряд з рифами Марія-Тереза та Ернест-Легуве) на деяких картах в південній частині Тихого океану. Повідомлення про відкриття банки, відбулося близько 9 години ранку 4 червня 1899 а пов'язано з ім'ям якогось капітана Ламберта, який правив кораблем «Вачусетт» (звідки й назва). З того часу існування будь-якого підводного або надводного об'єкта в даному районі океану не знайшло підтвердження. Тим не менше, банку відзначена у виданні 2005 року Національного (США) Географічного Атласу світу.